# جان لامب
جان لامب (بالصينية: 林海峰) هو مغني صيني، ولد في 28 يناير 1967 في هونغ كونغ في الصين.

## وصلات خارجية
- جان لين على موقع IMDb (الإنجليزية)
- جان لين على موقع ميوزك برينز (الإنجليزية)
- جان لين على موقع ديسكوغز (الإنجليزية)
- جان لين على موقع قاعدة بيانات الفيلم (الإنجليزية)